# Morbier (ser)
Morbier – francuski ser półtwardy wytwarzany z mleka krowiego w regionie Franche-Comté (departamentach Jura i Doubs).
Cechą charakterystyczną tego gatunku jest czarna bruzda biegnąca przez środek okrągłego bloku. Jest to pozostałość po warstwie sadzy, którą kiedyś zabezpieczano dojrzewający skrzep w beczce przed owadami. Dziś bruzda ta jest wytwarzana dla zachowania tradycji i smaku z użyciem komponentów warzywnych.
Bloki sera Morbier są okrągłe, z lekko wypukłymi bokami i delikatną skórką, mają 40 cm średnicy i 4 cm wysokości. Ważą po 5 kg. Zawartość tłuszczu wynosi 45%. Dojrzewanie trwa nie mniej niż 30 dni, a najczęściej dwa miesiące. Smak w zależności od długości dojrzewania jest łagodny, słodkawy aż do pikantnego i bardziej wytrawnego. Miąższ w kolorze kości słoniowej lub żółty, półtwardy.
Wina serwowane do Morbier'a to Crépy i Seyssel.